# Jules Anspach
Jules Victor Anspach (Bruselas, 20 de julio de 1829-Etterbeek, 19 de mayo de 1879) fue un político belga, conocido por sus renovaciones involucradas con la cobertura del río Senne en Bruselas. Está enterrado en el Cementerio de Bruselas.
Anspach nació en Bruselas en una familia de origen ginebrino calvinista. Su padre François (fallecido en  1858) sirvió en la Cámara de Cámara de Representantes de Bélgica. Jules Anspach estudió derecho en la Universidad Libre de Bruselas (en la actualidad dividida entre la Université Libre de Bruxelles y la Vrije Universiteit Brussel) donde se doctoró como Doctor de Leyes.
Anspach ascendió rápidamente, reemplazando a André-Napoléon de Fontainas como Alcalde de Bruselas en 1863, con tan solo 34 años, y continuando en el cargo hasta su muerte. Efectuó grandes cambios en el paisaje urbano de Bruselas, centrados alrededor de su mayor obra, la cobertura del río Senne. Sus renovaciones en Bruselas siguen un paralelo con las del Barón Haussmann en París. La ciudad moderna de Bruselas continua tal como la creó Anspach en su forma esencia.
El Bulevar Anspach, la arteria principal del centro de Bruselas, lleva su nombre. Es el bulevar central creado por sus grandes renovaciones de la ciudad, así que es particularmente apropiado que este bulevar lleve su nombre.
Como su padre, Anspach fue también miembro electo de la Cámara de Representantes de Bélgica.

## Información adicional
- Hall, Thomas, Planning Europe's Capital Cities: Aspects dof Nineteenth-century Urban Development. Taylor & Francis, 1997.
- Schuiten, François & Benoît Peeters, Brüsel. Casterman, 1992.
- (Neerlandés)/(francés) Witte, Els (ed.), De Brusselse negentien gemeenten en het modelo de Bruselas/Les dix-neuf communes bruxelloises et le modèle bruxellois. Larcier, 2003.

- Datos: Q462143
- Multimedia: Jules Anspach / Q462143